# المستشفى العسكري (القطن)
'

تعديل مصدري - تعديل

المستشفى العسكري هي إحدى قرى عزلة القطن بمديرية القطن التابعة لمحافظة حضرموت، بلغ تعداد سكانها 7 نسمة حسب تعداد اليمن لعام 2004.